# Loạn hai thôn Đường, Nguyễn
Loạn hai thôn Đường, Nguyễn ở Thái Bình (nay thuộc vùng giáp ranh giữa Vĩnh Phúc và Hà Nội) là cuộc nổi dậy vào năm 965 khi nhân dân ở hai địa phương này không chịu khuất phục chính quyền trung ương Cổ Loa nhà Ngô đang ở thời kỳ khủng hoảng và suy yếu. Sau khi Dương Tam Kha cướp ngôi nhà Ngô, nhiều nơi không chịu thần phục. Năm 950 Dương Tam Kha phải sai quân đi đánh dẹp hai thôn Đường, Nguyễn ở Thái Bình, rồi đến tận năm 965, lực lượng hai thôn này vẫn tồn tại và trực tiếp gây nên cái chết của Nam Tấn Vương – vị Vua cuối cùng của nhà Ngô và đưa Tĩnh hải quân rơi vào thời kỳ cao trào của loạn 12 sứ quân (965-968).

## Vị trí hai thôn
Theo chú thích trong Đại Việt sử ký toàn thư thì hai thôn Đường, Nguyễn ở Thái Bình có thể là:
- Đường Lâm và Nam Nguyễn huyện Ba Vì, Hà Tây, thuộc vùng cát cứ Ngô Nhật Khánh, hoặc
- Đường Lâm thuộc vùng cát cứ của Ngô Nhật Khánh và Nguyễn Gia Loan, huyện Vĩnh Lạc, tỉnh Vĩnh Phú thuộc vùng cát cứ của Nguyễn Khoan.

Theo chú thích của Từ điển Lạc Việt thì: Đường Nguyễn là tên gọi tắt hai thôn ở trấn Sơn Tây: thôn Đường Lâm và thôn Nguyễn Gia Loan. Thôn Đường Lâm là quê Ngô Quyền, Ngô Xương Xí và thôn Nguyễn Gia Loan, thôn ấp của sứ quân Nguyễn Khoan. Trước đây hai thôn thuộc huyện Yên Lạc, tỉnh Sơn Tây
Sử gia Trần Quốc Vượng trong bài viết "Về quê hương Ngô Quyền" trên Tạp chí Nghiên cứu Lịch sử số 101 để chứng minh Đường Lâm là ở Sơn Tây (Hà Nội) ngày nay có suy đoán: "thôn Đường thuộc Thái-bình là đất Đường-lâm, nơi sứ quân Ngô-nhật-Khánh cát cứ, còn thôn Nguyễn thuộc Thái-bình là Nguyễn-gia hay Nguyễn-gia-Loan nơi sứ quân Nguyễn Khoan cát cứ".
Dù ở trường hợp nào thì 2 thôn Đường, Nguyễn cũng là những nơi thuộc vùng đất quê hương nhà Ngô và cách kinh đô Cổ Loa chưa tới 50 km.

## Sự kiện
Khác với những lực lượng nổi dậy thời Ngô khác, lực lượng hai thôn Đường, Nguyễn không được sử sách đề cập về người đứng đầu, dù thời gian cát cứ chống triều đình khá dài (lực lượng khác được nhắc đến là Đinh Bộ Lĩnh ở Hoa Lư, Chu Thái ở Thao Giang, Lã Xử Bình ở Cổ Loa, Dương Huy ở châu Vũ Ninh và tên tuổi 12 sứ quân cuối thời Ngô).
Theo Đại Việt sử ký toàn thư thì cuộc nổi dậy ở hai thôn Đường Nguyễn có từ thời Dương Tam Kha. Năm 950, Dương Tam Kha sai Xương Văn và hai chỉ huy sứ Dương Cát Lợi và Đỗ Cảnh Thạc đem quân đi đánh hai thôn Đường, Nguyễn ở Thái Bình. Nhưng khi mang quân đến Từ Liêm, Xương Văn bảo hai sứ rằng: 
"Đức của Tiên vương ta thấm khắp lòng dân, phàm chính lệnh ban ra không ai không vui lòng nghe theo, không may lìa bỏ quần thần, Bình Vương tự làm việc bất nghĩa, cướp ngôi của anh em ta, tội không gì to bằng. Nay lại sai bọn chúng ta đi đánh các ấp không có tội, may mà đánh được thì thôi, nếu họ không phục thì làm thế nào?"
Hai sứ đều xin theo lệnh của Xương Văn, đem quân quay lại đánh úp Bình Vương và khôi phục cơ nghiệp của Nhà Ngô.
Dưới thời Ngô Xương Văn trị vì, hai thôn Đường, Nguyễn vẫn là lực lượng chống triều đình. Vì vậy năm 965, sau khi đánh dẹp được quân nổi dậy Chu Thái ở Thao Giang, Nam Tấn vương lại đem quân đi đánh hai thôn ở Thái Bình. Quân đến nơi, cắm thuyền, lên bộ đánh nhau. Nam Tấn vương bị trúng tên nỏ mai phục bắn và tử trận.
Sau đó sử sách không đề cập đến hai thôn Đường Nguyễn nữa, không rõ kết cục của lực lượng này ra sao. Lực lượng này tồn tại ít nhất 15 năm (950-965) và cả hai cuộc tấn công của triều đình trung ương tới đây đều không thành. Đến thời điểm Đinh Bộ lĩnh dẹp xong 12 sứ quân, không thấy nói đến lực lượng này.

## Nhận định
Các sử gia Việt Nam chỉ chê trách Nam Tấn Vương trong việc xuất quân đánh dẹp thôn Đường, Nguyễn bị thất bại chứ chưa trực tiếp bàn tán đến lực lượng thôn Đường và thôn Nguyễn:
Đại Việt sử ký toàn thư nhận xét về Ngô Xương Văn: "Vua nối được kỷ cương hoàng gia, khôi phục cơ nghiệp cũ. Tiếc rằng gây việc can qua ở trong nước đến nỗi bị chết." Lê Văn Hưu viết: "Nam Tấn Vương... một sớm đắc chí, không biết cẩn thận giữ mình, cho nên hưởng nước ngắn ngủi, không có chính tích gì, đáng tiếc thay". Sử thần Ngô Sĩ Liên viết: "Nam Tấn Vương ... tham việc can qua, vì hành động đánh dẹp càn rỡ ở hai thôn Đường, Nguyễn, rốt cuộc lại tự giết mình. Đáng tiếc thay!"
Từ khi Tam Kha cướp ngôi nhà Ngô, thổ hào các nơi đua nhau nổi dậy. Xương Văn tuy lấy lại được nước, nhưng chính sự cẩu thả, không thể thống nhất được; đến khi đi đánh Thái Bình, không được, bị chết trận, từ đó trong nước rối loạn. Một viên tướng người họ Ngô là Ngô Xương Xí tụ tập quân giữ Bình Kiều. Nha tướng nhà Ngô là Đỗ Cảnh Thạc giữ Đỗ Động Giang. Thổ hào các nơi khác cũng nổi lên mỗi người giữ một nơi, ai cũng xưng hùng trưởng. Cứ thế mà suy ra, mười hai sứ quân chiếm giữ các huyện ấy phải có kẻ trước kẻ sau, không giống nhau, chứ không phải đến khi Nam Tấn Vương mất rồi, mười hai sứ quân mới đồng thời nổi dậy. Nhưng Sử cũ vì không biết rõ năm tháng của từng sứ quân, nên mới nói tổng hợp ở cả một chỗ ấy đấy thôi. Nay không có văn kiện chép rõ có thể chứng thực được, nên hãy xin ghi để xét sau.